# Ronald Weijsters
Ronald Weijsters (20 september 1959) is een Nederlands voormalig voetballer die als middenvelder speelde. Hij speelde zijn gehele profcarrière voor AZ '67.

## Loopbaan
Weijsters begon bij RKVV DEM. Op zeventienjarige leeftijd kwam hij bij AZ '67 waar hij in 1979 bij de eerste selectie kwam. Hij kwam in totaal tot 73 wedstrijden. Met AZ werd Weijsters in het seizoen 1980/81 landskampioen en won hij de KNVB beker. Ook in het seizoen 1981/82 won hij met AZ de KNVB beker. Weijsters kwam niet in actie tijdens de wedstrijden in de finale van de UEFA Cup 1980/81 die door AZ over twee wedstrijden verloren werd van Ipswich Town. In 1984 keerde hij terug bij DEM. Weijsters was Nederlands jeugdinternational en speelde ook zaalvoetbal voor FC Carillon Boys.
Doelmannen: De Koning · Treijtel

Verdedigers: Anema · Filippo · Hovenkamp · Van der Meer · Metgod · Reijnders · Spelbos · Van Rijnsoever · Steinmann · Weijsters

Middenvelders: Arntz · Gaasbeek · Jonker · Nygaard · Oort · Peters

Aanvallers: Van den Dungen · Kist · Talan · Tol · Welzl